# Purpurowe rzeki II: Aniołowie apokalipsy
Purpurowe rzeki II: Aniołowie apokalipsy (fr. Les rivières pourpres II – Les anges de l'apocalypse) – francuski film kryminalny z 2004 roku w reżyserii Oliviera Dahana. Sequel filmu Purpurowe rzeki (2000) Mathieu Kassovitza.

## Fabuła
W klasztorze w Lotaryngii zostają odkryte zwłoki człowieka, zamurowane w ścianie. Na ciele znajdują się znaki, wskazujące na zbrodnię rytualną. Śledztwo podejmuje komisarz paryskiej policji Pierre Niemans. Tymczasem młody kapitan Reda przed wejściem do klasztoru spostrzega ledwie żywego człowieka, łudząco podobnego do Jezusa. Z początku uznaje to za halucynacje. Wkrótce jednak przekonuje się, że jego sprawa jest powiązana ze sprawą prowadzoną przez Niemansa.

## Produkcja
Zdjęcia kręcono w następujących lokacjach na terenie Francji, Niemiec i Luksemburga:
- departament Meurthe i Mozela (kościół św. Barbary w Crusnes, Longwy);
- departament Górna Saona (Beulotte-Saint-Laurent);
- departament Górna Loara (opactwo św. Andrzeja w Lavaudieu);
- departament Puy-de-Dôme (opactwo Mègemont w Chassagne);
- Bawaria;
- Luksemburg (Esch-sur-Alzette).

## Obsada
- Jean Reno – komisarz Pierre Niemans
- Benoît Magimel – kapitan Reda
- Christopher Lee – Heinrich von Garten
- Camille Natta – Marie
- Augustin Legrand – Jezus
- Johnny Hallyday – jednooki pustelnik